# Dose (Ciara)
Dose è un singolo della cantante statunitense Ciara, pubblicato il 14 settembre 2018 su etichetta discografica Beauty Marks Entertainment, facente parte della famiglia della Warner Bros. Records come terzo singolo estratto dal suo settimo album Beauty Marks.

## Descrizione
Dose è stata scritta da Ciara, Rodney Jerkins, Carmen Reece e Sam Fischer, e prodotta da Rodney Jerkins. Il testo della canzone parla di empowerment femminile.

## Video musicale
Il video musicale di Dose è stato pubblicato il 26 ottobre 2018, il giorno del trentatreesimo compleanno della cantante. È stato girato da Ciara, Jamaica Craft e Diane Martel, che si sono occupati tutti della coreografia del video. Il video è un tributo alla città natale di Ciara, Atlanta e include personaggi pubblici della città come Keisha Lance Bottoms e il ballerino hip hop Jaylah Johnson.

## Esibizioni dal vivo
Ciara si è esibita con la canzone agli American Music Award del 2018 in un medley con Level Up. È stata anche eseguita al 24K Magic World Tour di Bruno Mars, dove Ciara è stata artista di supporto.

## Tracce
Download digitale
1. Dose – 3:42